# Пшеходи (Білостоцький повіт)
Пшеходи (пол. Przechody) — село в Польщі, у гміні Грудек Білостоцького повіту Підляського воєводства.
Населення — 36 осіб (2011).
У 1975-1998 роках село належало до Білостоцького воєводства.

## Демографія
Демографічна структура станом на 31 березня 2011 року:
|          | Загалом | Допрацездатний вік | Працездатний вік | Постпрацездатний вік |
| -------- | ------- | ------------------ | ---------------- | -------------------- |
| Чоловіки | 19      | 3                  | 9                | 7                    |
| Жінки    | 17      | 1                  | 9                | 7                    |
| Разом    | 36      | 4                  | 18               | 14                   |